# Rade Mijatović
Rade Mijatović (Sombor, 30 de junio de 1981) es un exjugador de balonmano montenegrino nacido en Serbia que jugaba de portero. Su último equipo fue el Ferencvárosi TC húngaro. Fue un componente de la selección de balonmano de Montenegro.
En España es conocido por haber jugado en el BM Altea, en el Club Balonmano Cantabria, en el BM Alcobendas, en el BM Toledo y en el Club Balonmano Antequera. En Alcobendas fue donde estuvo más temporadas, concretamente tres.

## Palmarés

### Estrella Roja
- Liga de Serbia de balonmano (1): 2008

### Dinamo Minsk
- Liga de Bielorrusia de balonmano (1): 2013

### Metalurg
- Liga de Macedonia de balonmano (1): 2014

### Meshkov Brest
- Liga de Bielorrusia de balonmano (2): 2017, 2018
- Copa de Bielorrusia de balonmano (2): 2017, 2018

## Clubes
- RK Vojvodina ( -2005)
- RK Partizan (2005-2006)
- BM Altea (2006-2007)
- Estrella Roja (2007-2008)
- Club Balonmano Cantabria (2008)
- BM Alcobendas (2008-2011)
- BM Toledo (2011)
- BM Antequera (2011-2012)[3]
- HC Dinamo Minsk (2012-2013)
- RK Metalurg Skopje (2013-2014)
- Csurgói KK (2014-2015)
- Tatabánya KC (2015-2016)
- Meshkov Brest (2016-2018)[4]
- Ferencvárosi TC (2018-2019)